# Music as a Weapon II
Albums de Disturbed
Believe
(2002) Ten Thousand Fists
(2005)
Music As A Weapon II est le fruit de la seconde tournée du même nom organisée par Disturbed. Il a été édité en CD live et en DVD.
La tournée réunissait Disturbed, Taproot, Unloco et Chevelle, différents groupes de métal et de hard rock. Le DVD contient le clip de "Liberate", un single de Disturbed.

## Liste des pistes
1. Disturbed - "Loading The Weapon"
2. Disturbed - "Bound"
3. Taproot - "Myself"
4. Disturbed - "Dehumanized"
5. Chevelle - "Forfeit"
6. Disturbed - "Fade To Black"
7. Unloco - "Empty"
8. Taproot - "Sumtimes"
9. Disturbed - "Darkness"
10. Unloco - "Bruises"
11. Disturbed - "Prayer"
12. Chevelle - "The Red"
13. Taproot - "Poem"
14. Disturbed - "Stupify"